# Eschweilera integricalyx
Eschweilera integricalyx är en tvåhjärtbladig växtart som beskrevs av Scott A. Mori. Eschweilera integricalyx ingår i släktet Eschweilera och familjen Lecythidaceae. IUCN kategoriserar arten globalt som sårbar.
Artens utbredningsområde är Colombia. Inga underarter finns listade i Catalogue of Life.